# テクノスケープ
テクノスケープ（technoscape）とは、テクノロジーのシステムによって人間が構築した構造物がつくり出す景観。産業景観と呼ばれても居たが、近年「テクノスケープ」と呼ばれるようになった。
工場・コンビナート等の建築物による「工場景観」が代表的なものであるが、そのほか、鉄塔、水門、橋梁、ダム等の土木構造物から列車・航空機等の大型のりもの機械や各種発電所（特に風力発電）など、現役と退役問わず様々な産業的要素で空間が構成される。テクノスケープは各種産業のための構築物が織り成し、こんにち景観資源として捕らえられている。
これまで風景観は17世紀に確立した古典的な風景観があるが、そうした風景観が失効したという前提に立つ新しい風景観は新風景として捉えられていた。そのうちのひとつに「情報化時代の風景」が提示されていた。
もともと工場の煙突や建物その他設備、クレーン、高架高速道路、ガスタンクといった工作物が作る景観は工業景観と呼称され、それらは実質的機能を追求して建設されている。それにもかかわらず、それらが時としてその形やデザインから、芸術性を感じ取ることが試みられても居た。そうした設計者・建設者の意図とは別に、工業発展の過程で、その機能を支える構成自体の見事さなどが評価される過程で偶発的に生まれ見るものを魅了していく。テクノスケープが織り成す景観の価値は、作り手ではなく「見る人がその価値を決める」という考え方が生じて誕生した。
テクノスケープはコンバージョンによる活用も多く試みられている。代表的なものにワシントン大学のリチャード・ハーグが計画・設計した米国シアトル市の「ガスワークパーク」、ドイツの「IBAエムシャーパーク」やフランスのエコミュゼ（エコミュージアム）である「エコミュゼ・ダルザス」などが知られる。